# Priska Poirier
Priska Poirier, née à Granby en 1977, est une écrivaine et une conférencière en littérature jeunesse québécoise.
On lui doit notamment la série Le Royaume de Lénacie, la série Seconde Terre et la collection Les Éternels.

## Biographie
Priska Poirier passe son enfance dans les Cantons-de-l'Est, avant de déménager à Drummondville avec sa famille en 1990.
De 1996 à 2000, elle fait ses études à l'Université de Sherbrooke en enseignement et commence à travailler à Varennes près de Montréal. Ensuite, elle obtient un certificat en intervention psychosociale à l'Université du Québec à Trois-Rivières.
En 2006, elle entame l'écriture du premier tome de sa série Le royaume de Lénacie.
En France, elle participe au Salon du livre jeunesse de Montreuil en novembre 2013, à celui de Paris en mars 2014 et à celui de Douai en juin 2014.
En février 2014, elle sort la série de science fiction Seconde Terre. Puis, la collection Les Éternels.
Durant toutes ces années, elle parcourt les écoles du Québec afin de transmettre sa passion pour la lecture et l'écriture. Elle accomplit des projets avec des élèves (pièces de théâtre, ateliers d'écriture, slam, critiques littéraires, cercle de lecture...). Elle crée également le site Taspastoutlu.com afin de soutenir ses animations et proposer des livres québécois francophones aux élèves de 5 à 17 ans.
En 2019, publie deux ouvrages sur la dyslexie et sur la dysorthographie. L’un, pensé pour les parents et les intervenants scolaires avec l’aide de l’orthopédagogue Annie Tessier et l’autre, pour les enfants.
Puis, la longue maladie de sa mère l’encourage à écrire un guide pratique sur la maladie d'Alzheimer destiné aux familles et aux aidants naturels. En 2023, elle publie un second livre sur la maladie d'Alzheimer. Celui-ci est destinée aux enfants et est illustré par Jean Morin.
En 2022, Poirier signe son premier album Des ressorts sous mes souliers avec l'illustratrice Sabrina Gendron.
En 2023, l'autrice publie le dernier tome du Royaume de Lénacie. Cette publication marque la fin de sa première série de livres. Dans la même année, elle entame une nouvelle collection : Les Brins. Celle-ci est illustrée par Manuella Côté.